# Bataille de Lipany
 (juillet 2015).
croisades contre les hussites
La bataille de Lipany (une localité sise à 40 km à l'est de Prague dans le canton de Kolín) se déroule le 30 mai 1434 et met pratiquement un terme aux guerres hussites qui ensanglantent alors la Bohême. Elle oppose les hussites modérés (ou utraquistes) alliés, pour l'occasion, aux catholiques en une « ligue de Bohême », et les taborites, des hussites radicaux, menés par Procope le Chauve (Prokop Holý) et Jan Čapek de Sány (cs).

## Armées en présence
Le 30 mai 1434, non loin du hameau de Lipany, se rencontrent les armées des radicaux hussites, les taborites sous les ordres d'Ondřej Keřský (cs) et sous le commandement de Procope le Chauve, auxquels se sont joints les Orphelins tchèques de Jan Čapek de Sány (cs) ; ils font face aux troupes des hussites modérés, les utraquistes alliés pour l'occasion aux catholiques sous les ordres de Diviš Bořek de Miletínek (en), un compagnon d'armes de Jan Žižka.
Le nombre exact des combattants en présence n'est pas connu mais on estime, selon le nombre des wagons, que les taborites sont en légère infériorité du point de vue de la cavalerie : les utraquistes-catholiques disposeraient de 12 à 13 000 fantassins et 1 200 chevaliers, les radicaux hussites pour leur part de 700 hommes à cheval et 10 000 à pied. Les deux armées sont familières des tactiques mises en place par les hussites dans les batailles précédentes contre les troupes impériales, catholiques et allemandes.

## Déroulement de la bataille

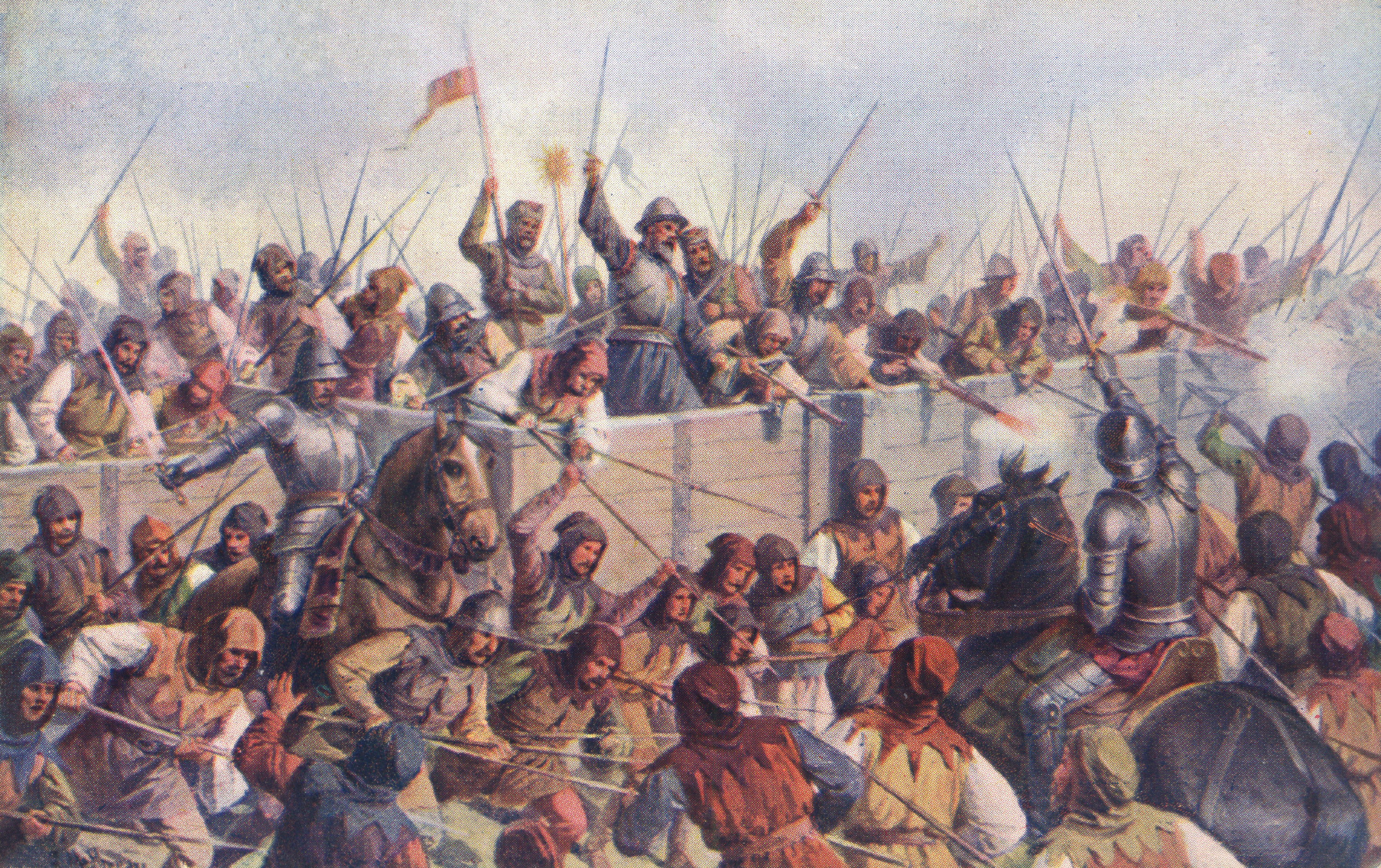
La bataille vue par Josef Mathauser.

Après avoir pris connaissance de l'approche des ennemis venant de Český Brod, les taborites prennent une position avantageuse sur une hauteur au sud-ouest de Lipany et y installent leur wagenburg (la grande innovation stratégique des guerres hussites). Leurs réserves leur permettent de laisser le désavantage de l'initiative à l'adversaire qui peut soit hésiter à attaquer, ce qui démotive les troupes, soit attaquer de front mais depuis une position stratégiquement faible.
Parce qu'il est couteux en hommes d'attaquer de front le wagenburg radical, les utraquistes ont recours à la ruse : ils feignent une attaque, mais sans trop s'approcher de la portée de l'artillerie taborite et reculent vers le nord en direction de Český Brod. Autant dire que cette apparente victoire sans coup férir provoque l'euphorie dans le camp taborite qui ouvre son wagenburg pour permettre à sa cavalerie de poursuivre les fuyards. Las, quand ils ont pris assez de distance avec leur forteresse, ils se voient attaqués par les armées catholico-utraquistes qui de pseudo-fuyards se transforment en vrais attaquants. Procope le Chauve est tué, ainsi que son fils. Les commandants des « Orphelins tchèques », Jan Čapek de Sány (cs) et Ondřej Keřský (cs), voyant la bataille perdue, fuient vers Kolín. Cela leur vaudra l'accusation de trahison quoiqu'on puisse penser qu'ils ont simplement réagi pragmatiquement pour ne pas transformer une défaite en bain de sang définitif pour son armée.
De fait les vainqueurs ont liquidé la plupart des prisonniers et otages qu'ils ont fait durant la bataille, sept cents sont brulés vifs dans une grange de Český Brod. On sait par ailleurs que les radicaux disposent encore, en 1437, de 4 500 hommes. On imagine les pertes qui sont surtout morales et politiques : les hussites jusqu'alors invaincus ne le sont plus.

## Conséquences

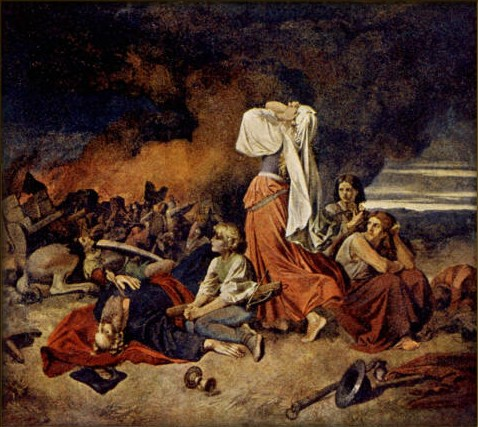
La bataille vue par Josef Matyáš Trenkwald.

Si les taborites radicaux sont diminués militairement, ce sont en fait les deux camps qui sont épuisés. Les pourparlers de paix s'accélèrent et, au concile de Bâle, un compromis théologique est trouvé pour intégrer ou maintenir les hussites schismatiques au sein de l'Église catholique.
Une partie des guerriers taborites part alors en exil, engager une carrière de mercenaire, une partie joint les hussites modérés, certains, comme Jan Roháč de Dubé, cependant continuent encore le combat.
La bataille de Lipany est perçue par ses contemporains mêmes comme un moment-clé de l'histoire. Son importance historique n'a fait que se renforcer au cours des décennies et des siècles suivants. Lors de la Renaissance nationale tchèque, l'épopée hussite devient un symbole national tchèque de la résistance (démocratique) contre le pouvoir impérial allemand. La bataille de Lipany, dans ce contexte, prend les mêmes accents tragiques et définitifs de perte de l'indépendance que la bataille — beaucoup plus célèbre — de la Montagne blanche.
L'érection d'un monument commémoratif, sur les lieux de la bataille, en 1881, est à comprendre dans le cadre de la Renaissance nationale tchèque qui marque alors ses lieux de mémoire. Un musée de la bataille est ouvert à Český Brod en 1896 et les hauteurs de Lipany font l'objet d'une sorte de pèlerinage annuel et laïc au jour anniversaire de la bataille. Par ailleurs, les guerres hussites en général et la bataille de Lipany en particulier, servent à cette époque friande d'historicisme de sujet favori de peinture pour des peintres nationalistes tchèques comme Mikoláš Aleš, J. M. Trenkwald (cs), Václav Levý (cs), Luděk Marold, Svatopluk Čech, Jaroslav Vrchlický, Ivan Klicpera (cs), František Hrouda.